# Сражение при Гельзинге
Битва при Гельзинге — сражение, состоявшееся 2 (14) сентября 1808 года — 2 (16) сентября 1808 года между русскими войсками генерала П. И. Багратиона и шведским десантом под личным командованием короля Швеции Густава IV и генерала Боие вблизи селения Гельзинг на побережье Ботнического залива. Шведский десант был разгромлен, король Швеции был вынужден бежать на своей личной яхте.

## Предыстория
После поражений шведской армии фельдмаршала Клингспора в сражениях при Куортане и Оравайсе, шведский король сделал попытку остановить наступление генерала Каменского, высадив значительные силы в тылу русских, между Нюстадом и Або. Первая высадка, шведского десанта, численностью около 2 500 человек, произведенная у Варанпя, потерпела полную неудачу. Густав принял решение повторить попытку, направив для десанта более 5 000 человек, все шведские войска на Аландских островах. Командующим десантом был назначен адъютант короля, генерал Боие, получивший задачу занять Або и поднять восстание. Король Густав на своей яхте «Амадис» намеревался лично наблюдать за успехами десанта. В это время с русской стороны для обороны побережья от Бьернеборга до Гангута, на 350 вёрст, находилось 12 батальонов под командованием генерала Багратиона, заблаговременно распорядившегося сосредоточить войска у побережья, где был отбит первый десант шведов.

## Сражение
14 сентября шведы высадились у Гельзинга и, тесня слабые части русских, дошли до деревни Виайса. Русские войска стягивались к Химойсу, где Багратион намеревался остановить шведов. К 16 сентября здесь были сосредоточены 6 батальонов из разных полков, 3 эскадрона драгун и гусар, казачий полк и 7 орудий. Багратион решил нанести по шведскому десанту превентивный удар. Русский отряд был разделён на три колонны: колонна генерала Бороздина атаковала левое крыло шведов, колонна генерала Багговута центр шведской позиции, колонна майора Бека была послана в обход правого фланга шведов. Пока средняя колонна вела упорный бой, обходные колонны вошли в тыл шведам. Шведы начали отступление, перешедшее в бегство после атаки Гродненских гусар. В Гельзинге шведы, бросая оружие и амуницию, поспешно погружались на суда под огнём русской артиллерии, зажёгшей деревню. Шведский король, увидев бегство своего десанта, ретировался. 

## Потери
Шведы потеряли около 1000 убитыми и ранеными, 15 орудий, 350 пленных, 1 знамя и весь обоз. Потери русских около 400 убитыми и ранеными. 

## Последствия
Высадка у Гельзинга была последней попыткой шведских войск перехватить инициативу в Финляндии.